# Nordheim (Franciaország)
Nordheim település Franciaországban, Bas-Rhin megyében. Lakosainak száma 947 fő (2022. január 1.). Nordheim Fessenheim-le-Bas, Hohengœft, Kuttolsheim, Marlenheim és Wasselonne községekkel határos.

## Népesség
A település népességének változása:
| Lakosok száma | 797  | 852  | 895  | 887  | 909  | 925  | 932  | 940  | 947  |
|               | 2013 | 2015 | 2016 | 2017 | 2018 | 2019 | 2020 | 2021 | 2022 |